# Kościelisko
Kościelisko ist ein Fremdenverkehrsort im Powiat Tatrzański der Woiwodschaft Kleinpolen im Süden Polens. Er ist Sitz der gleichnamigen Landgemeinde mit etwa 6750 Einwohnern.
Kościelisko liegt in den historischen Region Podhale an der Woiwodschaftsstraße 958 und grenzt im Süden an den Tatra-Nationalpark. Es liegt im Vortatragraben sowie in den Gebirgszügen der Westtatra und Pogórze Gubałowskie ungefähr zwei Kilometer westlich von Zakopane und zwei Kilometer östlich von Witów sowie 85 km südlich von Krakau. Es ist ein Skiort am Fuße der Westtatra mit einem großen Skigebiet und mehreren kleineren Skiliften. Kościelisko ist eine Streusiedlung, die durch das Zusammenwachsen von 21 Hirtenansiedlungen entstanden ist.

## Sehenswürdigkeiten
Kościelisko wurde 1623 zum ersten Mal urkundlich erwähnt. Der Ortsname lässt sich als Kirchort übersetzen. Im Ort befindet sich eine Holzkirche des heiligen Kasimir im Zakopane-Stil aus dem Beginn des 20. Jahrhunderts. Der Ort hat Anteil an der Westtatra, insbesondere liegt das Tal Dolina Kościeliska auf dem Gemeindegebiet.

## Tourismus
Kościelisko ist neben dem benachbarten Skiort Zakopane der wichtigste Fremdenverkehrsort im Vortatragraben. Es liegt in unmittelbarer Nähe zu Zakopane und damit in der wichtigsten Wintersportregion Polens. So ist der Fremdenverkehr auch der wichtigste Wirtschaftszweig der Gemeinde, die touristische Infrastruktur ist sehr gut ausgebaut.
Während die örtlichen Hänge über eher leichte Ski-Pisten verfügen, ist das am südwestlichen Ortsrand gelegene Biathlonstadion von internationaler Bedeutung. Hier wurden 2003 die Biathlon-Juniorenweltmeisterschaften veranstaltet.
- Im Ortsteil Kiry beginnen ein ▬ grün markierter Wanderweg über die Schutzhütte Ornak-Hütte auf der Alm Hala Ornak zum Bergsee Smreczyński Staw sowie der ▬ schwarz markierter Wanderweg Droga pod Reglami zum Zakopaner Stadtteil Kuźnice.
- Im Ortsteil Nędzówka beginnen ein ▬ rot markierter Wanderweg auf die Alm Przysłup Miętusi
- Im Ortsteil Gronik beginnen ein ▬ blau markierter Wanderweg śber die Alm Przysłup Miętusi auf den Hauptkamm der Tatra im Gipfel Małołączniak
- Im Nachbarort Witów beginnt ein ▬ grün markierter Wanderweg im Tal Dolina Chochołowska über die Alm Polana Chochołowska zur Schutzhütte Chochołowska-Hütte.

### Wintersport
In Kościelisko ist das Skigebiet Butorowy Wierch sowie mehrere kleinere Liftanlagen tätig. In Witów befindet sich das Skigebiet Witów-Ski mit mehreren kleinen Liftanlagen.

### Berghütten
Auf dem Gemeindegebiet von Zakopane gibt es zwei Schutzhütten in der Westtatra.
- Ornak-Hütte
- Chochołowska-Hütte

## Gemeinde
Die Landgemeinde (gmina wiejska) Kościelisko gliedert sich drei Dörfer mit Schulzenämtern.
Die Gemeinde unterhält eine Partnerschaft mit der slowakischen Stadt Tvrdošín und ist Mitglied des Partnerschafts-Projektes Twintown, dem die Kommunen  Durbuy (Belgien), Valga (Estland), Osthammar (Schweden), Kobylnica (Polen) sowie Uusikaupunki und Orimattila (Finnland) angehören.

## Söhne und Töchter des Ortes
- Sabała (1809–1894), Musiker, Dichter, Bergsteiger, Bergführer
- Klemens Bachleda (1849–1910), Bergsteiger, Bergführer, Bergretter
- Andrzej Krzeptowski (1902–1981), Skisportler
- Stanisław Karpiel (1909–1992), Skilangläufer
- Józef Zubek (1914–1988), Soldat und Skisportler
- Stanisław Styrczula (1929–2020), ehemaliger Biathlet
- Józef Karpiel (1932–1994), Nordischer Kombinierer
- Józef Gąsienica Sobczak (* 1934), ehemaliger Skilangläufer und Biathlet
- Stanisław Szczepaniak (1934–2015), Biathlet
- Andrzej Mateja (1935–2019), Skilangläufer
- Maria Gąsienica Bukowa-Kowalska (1936–2020), Skilangläuferin
- Józef Rysula (1939–2020), Skilangläufer
- Józef Różak (* 1945), Biathlet
- Jan Szpunar (1952–2017), Biathlet
- Halina Pitoń (* 1972), Biathletin.

## Galerie

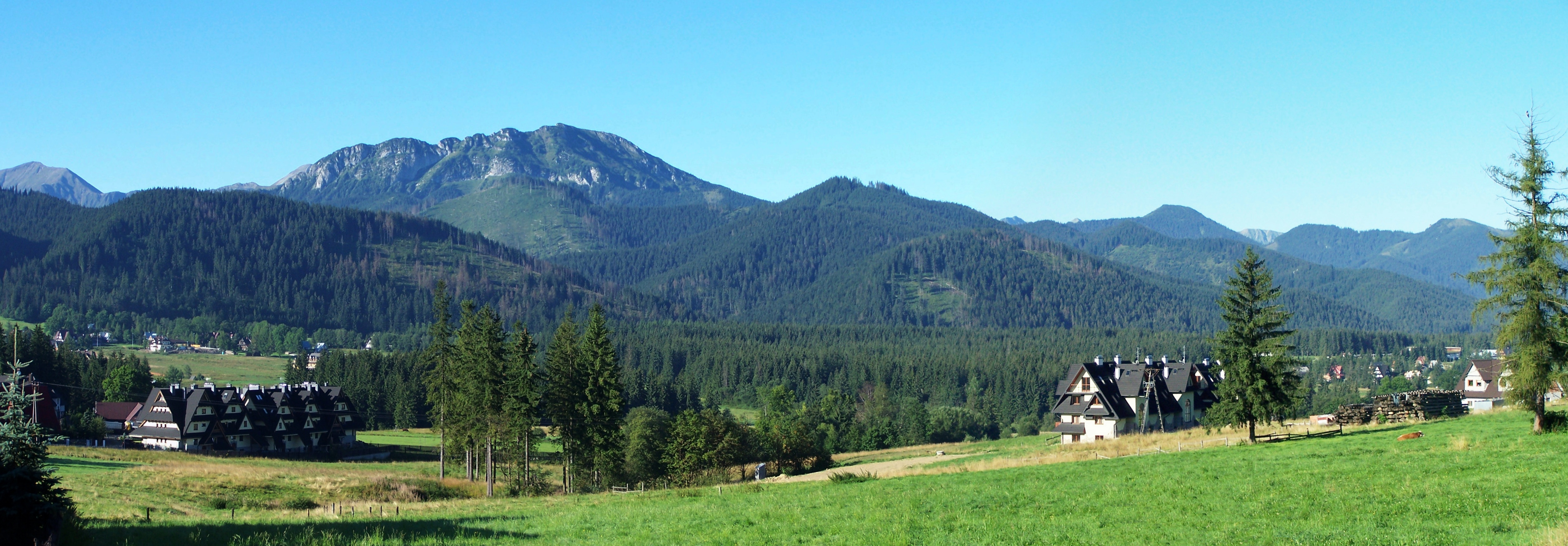
Blick von der Gubałówka auf Kościelisko und die Westtatra

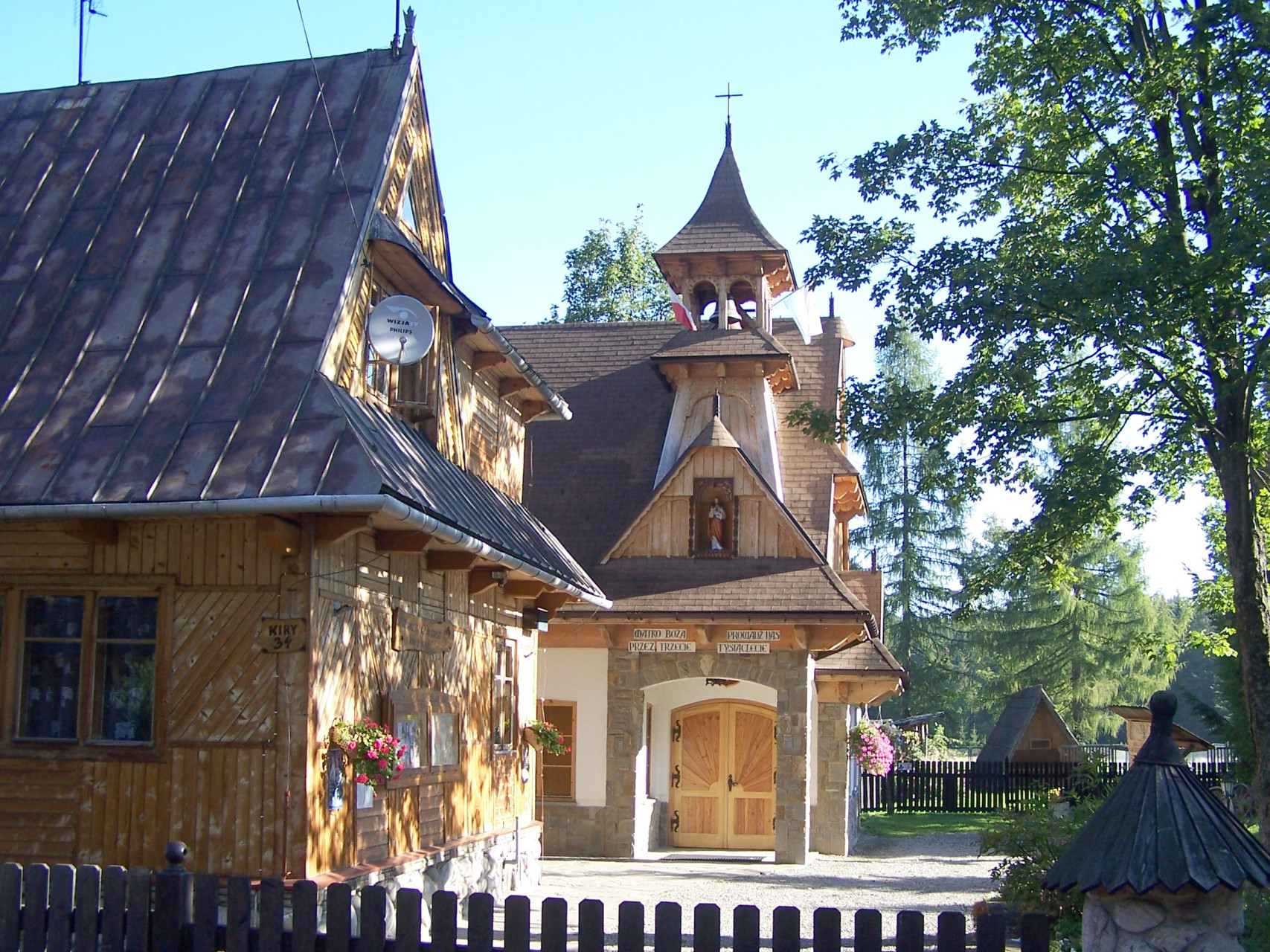
Marienkirche
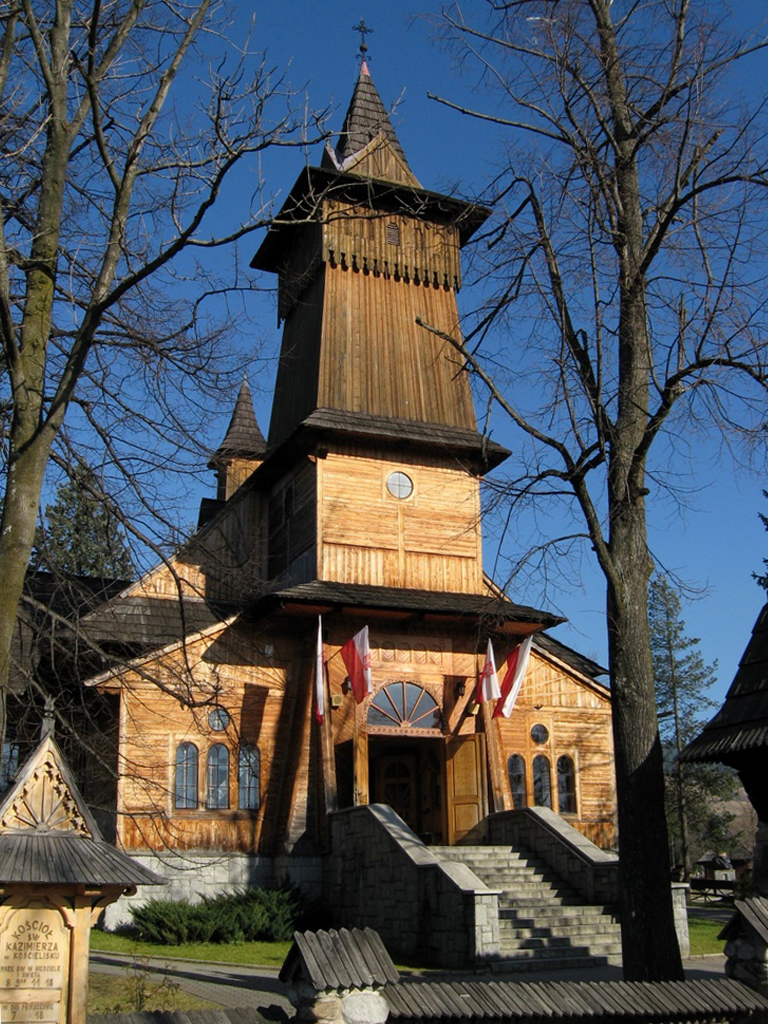
Kasimirkirche
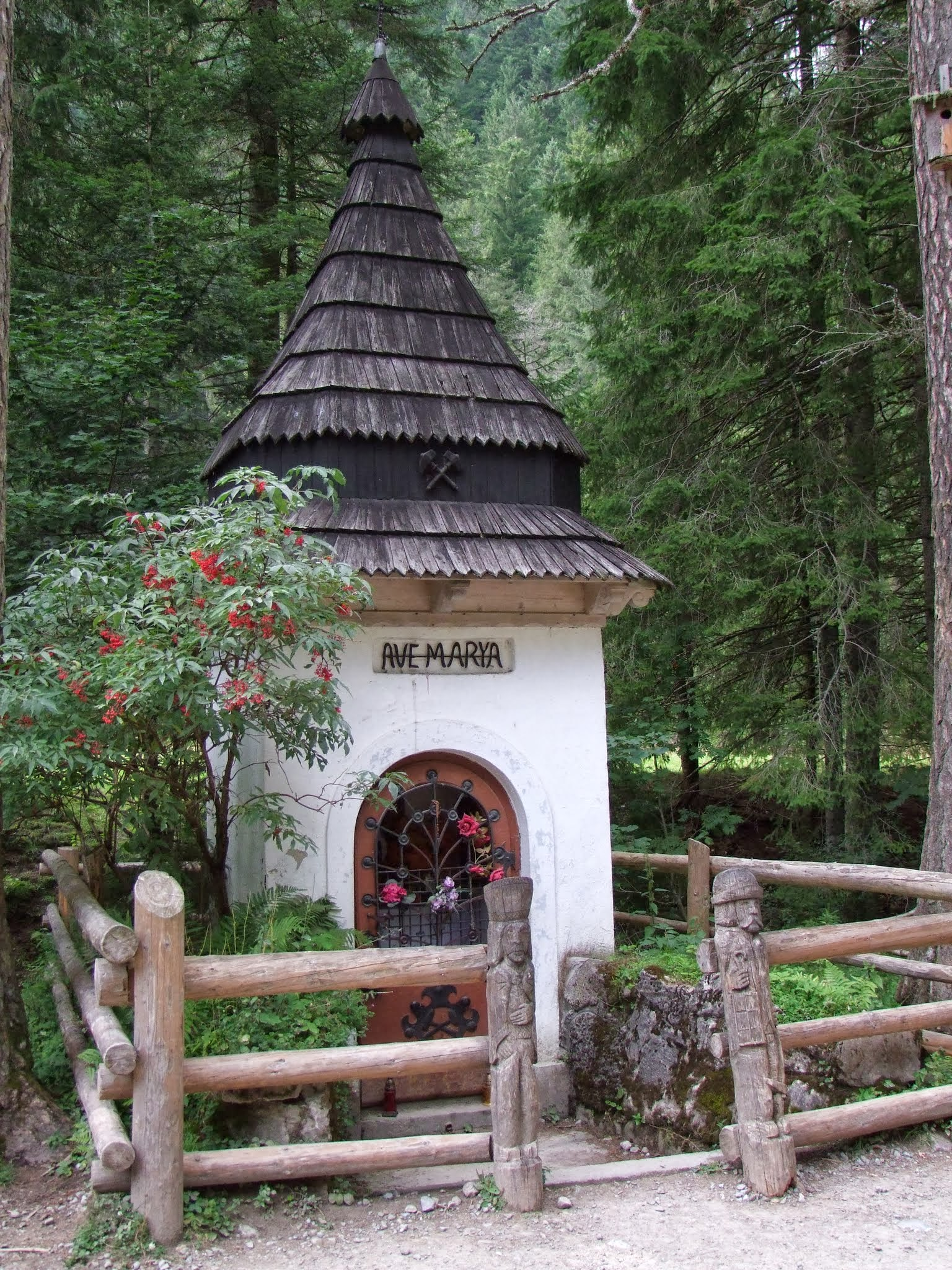
Räuberkapelle
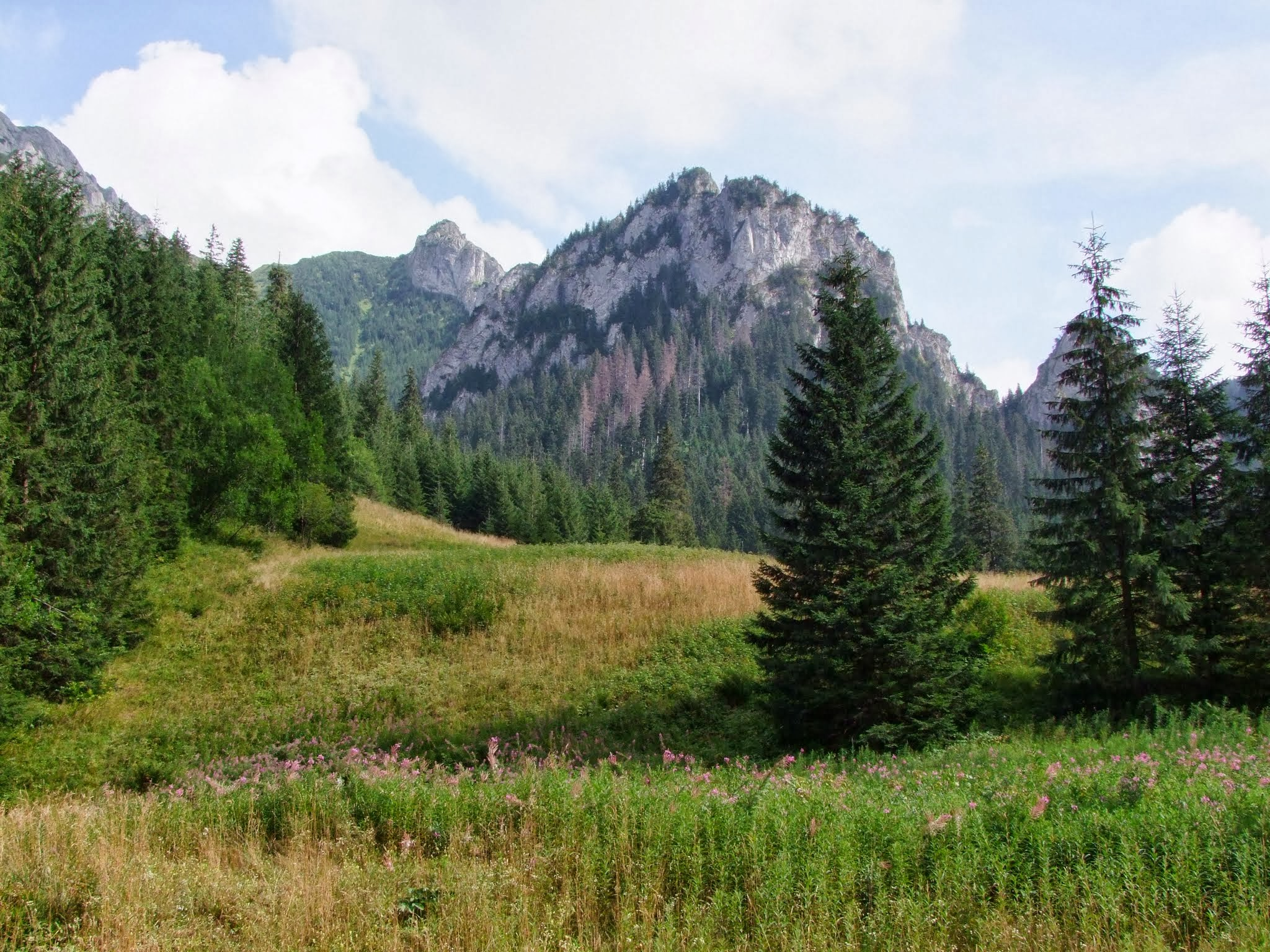
Kościelisko-Tal
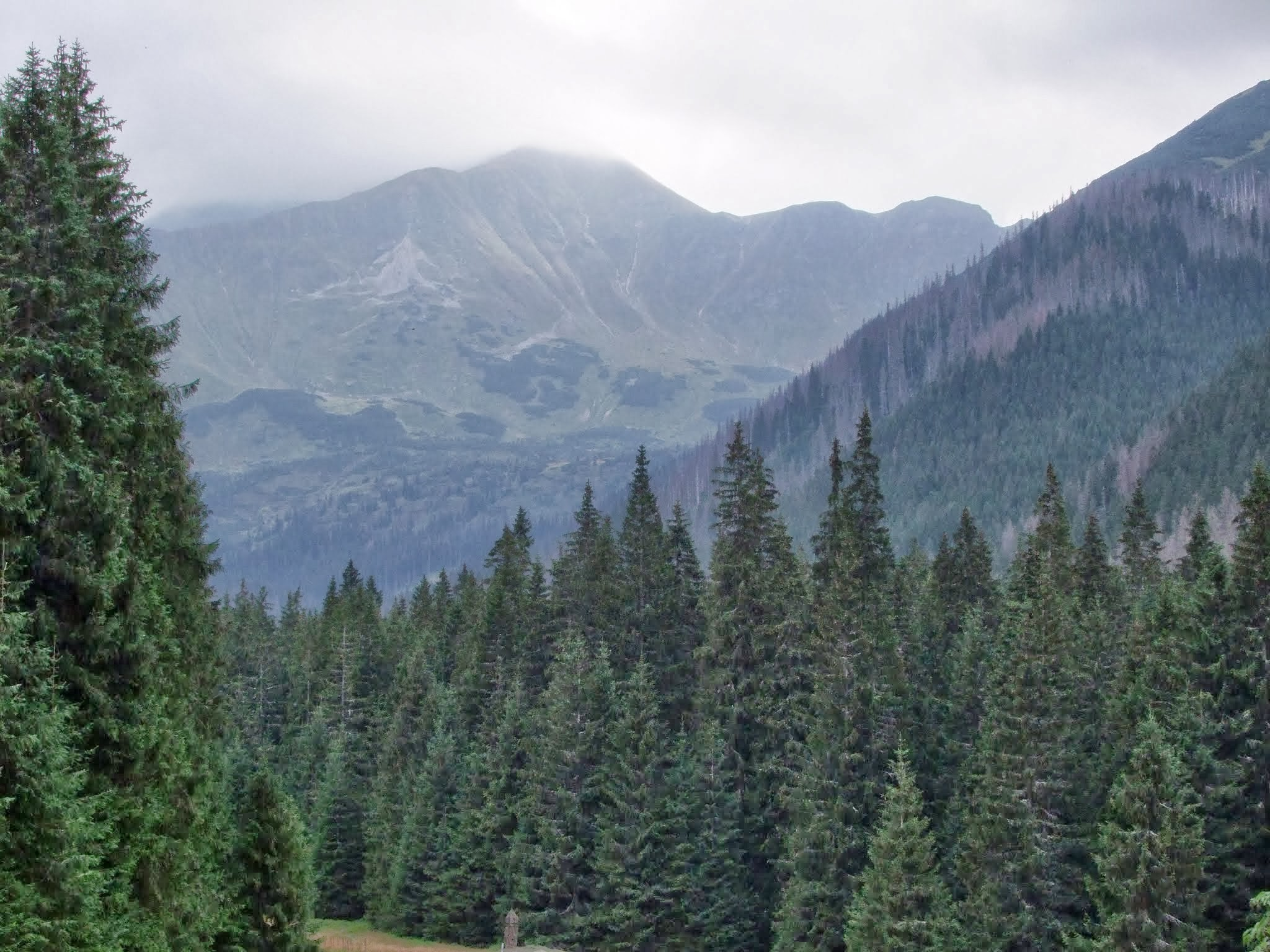
Ornak Alm
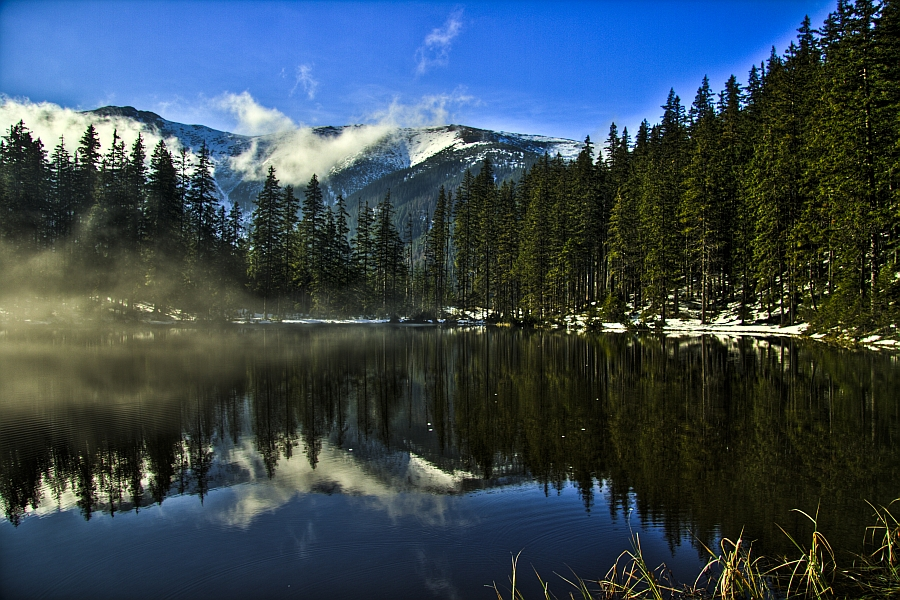
Smreczyński Staw